# KaDee Strickland
Katherine Dee Strickland, detta KaDee (Blackshear, 14 dicembre 1975), è un'attrice statunitense.

## Biografia
Nata a Blackshear, negli Stati Uniti, terza di tre fratelli nati da Susan Strickland, infermiera, e Dee Strickland allenatore di una squadra di football americano di un liceo, inizia a recitare durante la scuola. Lavora per otto anni raccogliendo tabacco in una fabbrica locale. Studia recitazione a Philadelphia presso la University of the Arts e a New York. Il 10 novembre 2006 si è sposata con l'attore Jason Behr, dal quale ha avuto un figlio nato il 17 ottobre 2013, Atticus Behr.

### Cinema e teatro
Ottiene i primi piccoli ruoli alla fine degli anni 1990, fra i quali quello in Il sesto senso (1999). Lo stesso anno, lavora nel film indipendente The Sterling Chase, e appare in una piccola parte in Ragazze interrotte.
In teatro è nel cast di A Requiem for Things Past e Women of Manhattan di John Patrick Shanley. Nel 2002 recita poi in un episodio dello show televisivo Law & Order: Criminal Intent e appare in nove episodi di La valle dei pini, ruoli che le permisero di lasciare il suo lavoro di cameriera. Nel 2003 appare nelle commedie Anything Else, scritto e diretto da Woody Allen, e Tutto può succedere - Something's Gotta Give. L'anno seguente partecipa al film indipendente Knots e alla commedia satirica La donna perfetta con Nicole Kidman.
Il primo ruolo da protagonista arriva quando il produttore Doug Belgrad vede il suo lavoro in Tutto può succedere - Something's Gotta Give e la sceglie come coprotagonista nel film horror Anaconda: alla ricerca dell'orchidea maledetta, il seguito di Anaconda (1997).
Il progetto successivo, The Grudge, è un altro film horror. Per la scena in cui il suo personaggio si nasconde sotto le coperte del letto, Strickland riceve nel 2005 un Teen Choice Awards.
Nel 2005 ottiene un ruolo nel film dei fratelli Farrelly L'amore in gioco, commedia romantica con Drew Barrymore e Jimmy Fallon.

### Televisione
Nel 2005, è scelta per l'episodio pilota della serie TV dell'ABC Laws of Chance. Fa anche parte del cast del film Walker Payne. Nel 2005, è nel cast di Identikit di un delitto.
Il primo progetto televisivo dell'attrice con ruolo regolare è nella serie The Wedding Bells per la Fox Network nel marzo 2007, ma è cancellato il mese successivo. Strickland appare poi nel film American Gangster con Russell Crowe e Denzel Washington.
Ha una parte da co-protagonista nello spin-off di Grey's Anatomy Private Practice, trasmesso dal settembre 2007.
Nel 2024 prende parte alla tredicesima stagione di Chicago Fire come personaggio ricorrente, interpretando la moglie del capitano Pascal.

## Filmografia

### Cinema
- The Sixth Sense - Il sesto senso (The Sixth Sense), regia di M. Night Shyamalan (1999)
- The Sterling Chase (1999)
- Ragazze interrotte (Girl, Interrupted), regia di James Mangold (1999)
- Diamond Men (2000)
- Bomb the System (2002)
- Anything Else, regia di Woody Allen (2003)
- Tutto può succedere - Something's Gotta Give (Something's Gotta Give), regia di Nancy Meyers (2003)
- Knots (2004)
- La donna perfetta (The Stepford Wives), regia di Frank Oz (2004)
- Anaconda - Alla ricerca dell'orchidea maledetta (Anacondas: The Hunt for the Blood Orchid), regia di Dwight H. Little (2004)
- The Grudge, regia di Takashi Shimizu (2004)
- Train Ride (2005)
- L'amore in gioco (Fever Pitch), regia di Bobby e Peter Farrelly (2005)
- Walker Payne (2006)
- Identikit di un delitto (The Flock), regia di Wai Keung Lau (2007)
- American Gangster, regia di Ridley Scott (2007)
- The Family That Preys, regia di Tyler Perry (2008)
- Grand Isle, regia di Steven S. Campanelli (2019)

### Televisione
- La valle dei pini – soap opera, 1 puntata (2002)
- Law & Order: Criminal Intent – serie TV, 1 episodio (2004)
- The Wedding Bells – serie TV, 4 episodi (2007)
- Private Practice – serie TV, 111 episodi (2007-2013)
- Secrets and Lies – serie TV, 10 episodi (2015)
- Shut Eye – serie TV, 10 episodi (2016)
- Cruel Summer – serie TV, 8 episodi (2023)
- Chicago Fire   – serie TV (2024)

## Teatro
- A Requiem for Things Past (1999)
- Women of Manhattan (1999)

## Doppiatrici italiane
Nelle versioni in italiano delle opere in cui ha recitato, KaDee Strickland è stata doppiata da:
- Daniela Calò in American Gangster, Secrets and Lies
- Francesca Fiorentini in Identikit di un delitto, Cruel Summer
- Eleonora De Angelis in Anaconda: alla ricerca dell'orchidea perduta
- Cristina Giolitti in Law & Order - Criminal Intent
- Chiara Colizzi in The Grudge
- Claudia Catani ne L'amore in gioco
- Francesca Guadagno in Private Practice
- Anna Radici in Grand Isle
- Eleonora De Angelis in Chicago Fire